# Vlag van Breukelen

Vlag van de gemeente Breukelen (1965-2011)

Vlag van Breukelen
(tot 1965)

De vlag van Breukelen is op 5 maart 1965 bij raadsbesluit vastgesteld als de gemeentevlag van de Utrechtse gemeente Breukelen. De vlag kan als volgt worden beschreven:
Drie banen van gelijke hoogte in  blauw, geel en rood, met op de gele baan twee St. Andrieskruizen ter hoogte van 1/5 van de hoogte van de baan, geplaatst op 1/4 en 1/2 van de vlaglengte.
De kleuren van de vlag zijn ontleend aan het gemeentewapen, evenals de kruizen die oorspronkelijk van het wapen van Persijn afkomstig zijn. Het ontwerp was van de Stichting voor Banistiek en Heraldiek.
Op 1 januari 2011 is Breukelen opgegaan in de gemeente Stichtse Vecht. De vlag is daardoor als gemeentevlag komen te vervallen.

## Voorgaande vlag
Sierksma beschrijft een officieuze vlag, met twee banen van gelijke hoogte in geel en rood. Deze kleuren zijn ontleend aan het eerste kwartier van het gemeentewapen, en zijn de kleuren van het geslacht Nijenrode.

## Verwante afbeelding

Het wapen van Breukelen

Amerongen 
· Benschop 
· Breukelen 
· Doorn 
· Driebergen-Rijsenburg 
· Harmelen 
· Jutphaas 
· Kamerik 
· Kockengen 
· Leersum 
· Linschoten 
· Loenen 
· Loosdrecht 
· Maarn 
· Maarssen 
· Maartensdijk 
· Mijdrecht 
· Polsbroek 
· Snelrewaard 
· Stoutenburg 
· Vianen 
· Vinkeveen en Waverveen 
· Vleuten-De Meern 
· Vreeswijk 
· Wilnis 
· Zegveld 
· Zuilen